# Cabaña La Sierra
Cabaña La Sierra es una localidad española del municipio de Guriezo, perteneciente a la comunidad autónoma de Cantabria.

## Geografía
La localidad se encuentra a 410 m s. n. m. y a 8,9 kilómetros de la capital municipal, El Puente.

## Demografía
En 2023, la entidad singular de población de Cabaña La Sierra tenía empadronado 1 habitante, en diseminado.